# 手稻町
手稻町（日语：〔〕／ Teine chō */?）是過去位於北海道石狩支廳北部的一個城鎮，已於1967年3月1日併入札幌市，過去的轄區相當於現在的札幌市手稻區加上部分西區的範圍。

## 歷史
- 1872年：從發寒村（後合併為琴似村，現已併入札幌市）分村，設置手稻村。[1]
- 1874年：分割為下手稻村和上手稻村。
- 1882年：實施大字制度，再分割為上手稻村、下手稻村、山口村。
- 1902年4月1日：上手稻村、下手稻村、山口村合併為手稻村，並成為北海道二級村。[2]
- 1942年：廢止使用大字，改設十二字（稻穗、金山、輕川、手稻東、富丘、西野、福井、平和、星置、前田、宮之澤、山口）。
- 1951年11月1日：改制為手稻町。
- 1955年：開始出現併入札幌市的提案。
- 1967年2月18日：舉行廢町式。
- 1967年3月1日：被併入札幌市。